# 米哈伊洛夫斯克 (斯塔夫羅波爾邊疆區)
45°08′N 45°02′E / 45.133°N 45.033°E
米哈伊洛夫斯克（俄语：Миха́йловск）是俄羅斯斯塔夫羅波爾邊疆區西部的一個城市，位於區府斯塔夫羅波爾東北12公里。2002年人口58,153人。
1784年建立，時稱，1963年改稱什帕科夫斯科耶（Шпа́ковское）。1999年建市並改現名。